# Enemigos íntimos (álbum)
Enemigos íntimos es un álbum editado por los músicos Fito Páez y Joaquín Sabina, puesto a la venta en el año 1998 y del que se vendieron 100 000 ejemplares. Es el undécimo álbum de Sabina (primero en colaboración con otro artista) y el noveno de Páez (segundo trabajo en compañía de otro músico tras La la la, junto a Luis Alberto Spinetta, de 1986).
Casi todos los músicos del disco corresponden a los acompañantes de Fito Páez, que en esos momentos estaba embarcado en su proyecto Orquesta Euforista de la Ciudad de Buenos Aires, que combinaba rock con música sinfónica. De los músicos habituales de Joaquín Sabina tan sólo participó Antonio García de Diego en dos temas. 
El dúo Sabina-Páez duró lo que se tardó en grabar el disco, ya que por desavenencias personales nunca presentaron el disco en directo, pese a haber programado una gira. El único corte de difusión fue la canción "Llueve sobre mojado".

## Historia
La desavenencia nacida entre ambos compositores se produjo por las personalidades divergentes de ambos: mientras que Páez es bastante meticuloso y hasta podría decirse obsesivo con su trabajo, Sabina es más bien bohemio y relajado en su forma de ser y trabajar.
La ruptura estalló durante la selección del director del videoclip de la canción "Delirium tremens", a la que se opuso rotundamente Páez a pesar de haber acordado previamente que él eligiese al director del primer clip y Sabina al del segundo. El argentino argumentó que la persona seleccionada había colaborado con uno de los ministerios de la última dictadura militar de su país, versión que se confirmó en la letra de la canción "Al lado del camino" del siguiente disco del rosarino, quien canta: "No es bueno hacerse de enemigos que (...) rondan por siniestros ministerios haciendo la parodia del artista".
Poco tiempo después, se hicieron públicas unas cartas en verso, en las que ambos músicos criticaban la actitud del otro al momento de trabajar en conjunto. Para ese momento la ruptura de la sociedad era definitiva y la extensa gira programada se cancelaba oficialmente.
Ambos músicos terminaron la enemistad oficialmente diez años después, con la participación del cantautor andaluz en No sé si es Baires o Madrid, el disco en vivo del rosarino.

## Lista de canciones
Todos los temas compuestos por Sabina y Páez excepto "Yo me bajo en Atocha" (Letra: Sabina, música: Sabina/Varona/De Diego) y  "Buenos Aires" (Fito Páez).
1. La vida moderna - 2:34
2. Lázaro - 2:12
3. Llueve sobre mojado - 5:29
4. Tengo una muñeca que regala besos - 3:12
5. Si volvieran los dragones - 4:26
6. Cecilia - 4:07
7. Delirium tremens - 5:00
8. Yo me bajo en Atocha - 4:55
9. Buenos Aires - 4:23
10. Más guapa que cualquiera - 4:16
11. Flores en su entierro - 4:28
12. ¿Hasta cuándo? - 3:46
13. La canción de los (buenos) borrachos - 6:14
14. Enemigos íntimos - 4:13

## Créditos

### Músicos
- Fito Páez: Voz, hammond, pianos, teclados, guitarra acústica, loops
- Joaquín Sabina: voz y guitarra
- Ulises Butron: Guitarras eléctricas y acústica
- Guillermo Vadalá: Bajo y contrabajo
- Pete Thomas: Batería
- Hugo Fattoruso: Hammond, piano y acordeón
- Nico Cota: Percusión
- Fabiana Cantilo: Coros
- Orquesta Euforista de la Ciudad de Buenos Aires: Cuerdas, metales, vientos madera (Mariano Rey/Clarinete), arpa, percusiones.

### Músicos invitados
- Andrés Calamaro: Voz en "Más guapa que cualquiera"
- Claudia Puyó: Coros en "Delirium tremens"
- Las Blacanblus: Coros en "Llueve sobre mojado"
- Rita Pauls: Muñeca en "Tengo una muñeca que regala besos"
- Antonio de Diego: Coros en "Atocha", guitarra española en "Más guapa que cualquiera"
- Carlos Alberto García López: Guitarra eléctrica en "Buenos Aires"

### Datos técnicos
- Producido por: Fito Páez
- Coproducción: Carlos Narea
- Producción ejecutiva: Fernando Moya y Alejandro Avalís
- coordinación: Fernando Travi, Ángel Kaininsky
- Todos los temas compuestos por: Sabina y Páez, excepto "Yo me bajo en Atocha" de Sabina, Pancho Varona y Antonio García de Diego.
- Arreglos y Dirección de orquesta: Carlos Villavicencio
- Grabado en: Circo Beat Studio
- Ingeniero: Nigel Walker
- Asistentes: Mariano López, Horacio Faruolo, Mariano Rodríguez, Alejandro Martí, Leandro Kurfist
- Asistente de músicos: MüTCcio Infante
- Mezclado por: Nigel Walker en Circo Beat Studio
- Edición: Sabina, Páez y Narea en estudio “El Pie”
- Masterización en: Sterlíng Sound por George Marino
- Arte: Alejandro Ros
- Fotos: Eduardo Martí
- Maquillaje y peinados: Oscar Mulet y Rodolfo Olmedo